# 배해선
배해선(1974년 5월 8일 ~ )은 대한민국의 배우이다.

## 학력
- 서울창천초등학교 (졸업)
- 동명여자중학교 (졸업)
- 서울여자고등학교 (졸업)
- 서울예술전문대학 연극과 전문학사 (졸업)

## 출연 작품

### 영화
- 2024년 《범죄도시4》 ... 허윤옥 (조성재의 어머니) 역 (특별출연, 천만영화)
- 2023년 《3일의 휴가》  ... 젊은 복자 역
- 2022년 《정직한 후보2》  ... 박권자 역
- 2021년 《해피 뉴 이어》 ...  정 여사 역
- 2020년 《삼진그룹 영어토익반》 ...  반은경 부장 역
- 2020년 《결백》 ... 추시장 아내 역 (특별출연)
- 2019년 《엑시트》 ... CBA 보도국장 역 (특별출연)
- 2019년 《롱 리브 더 킹: 목포 영웅》 ... 노갑순 역
- 2019년 《로망》 ... 김정희 역
- 2019년 《사바하》 ... 부검의 역
- 2018년 《암수살인》 ... 박미영 역
- 2018년 《너의 결혼식》 ... 승희 모 역
- 2002년 《후아유》 ... 수현 역

### 드라마
- 2025년 tvN 월화드라마 《금주를 부탁해》 … 백혜미 역
- 2025년 KBS2 주말드라마 《독수리 5형제를 부탁해!》 … 장미애 역
- 2024년 MBN 금토드라마 《나쁜 기억 지우개》 … 조연실 역
- 2024년 tvN 단막극 《O'PENing - 덕후의 딸》 … 이미숙 역
- 2024년 JTBC 토일드라마 《낮과 밤이 다른 그녀》 … 나옥희 / 공기철 역
- 2024년 넷플릭스 오리지널 드라마 《하이라키》 ... 박희선 역
- 2023년 MBC 금토드라마 《넘버스 : 빌딩숲의 감시자들》 … 안승연 역
- 2023년 tvN 토일드라마 《이번 생도 잘 부탁해》 … 장연옥 역
- 2023년 MBC 금토드라마 《조선 변호사》 … 제조마님 역 (특별출연)
- 2023년 tvN 토일드라마 《일타 스캔들》 … 남행자 역
- 2022년 디즈니+ 오리지널 드라마 《카지노》 … 이숙자 역
- 2022년 KBS2 월화드라마 《커튼콜》 … 윤정숙 역
- 2022년 tvN 수목드라마 《월수금화목토》 … 김성미 역
- 2022년 SBS 금토드라마 《왜 오수재인가?》 ... 지순옥 역
- 2021년 tvN 금요드라마 《해피니스》 ... 오연옥 역
- 2021년 JTBC 토일드라마 《구경이》 ... 정연 역
- 2021년 tvN 토일드라마 《갯마을 차차차》 ... 이민영 역 - 원장 (특별출연)
- 2021년 웹드라마 《우수무당 가두심》 ...효심 역
- 2021년 SBS 금요드라마 《펜트하우스 3》 ...교육부 차관 역 (특별출연)
- 2021년 MBC 수목드라마 《오! 주인님》 ... 정상은 역
- 2021년 tvN 단막극 《드라마 스테이지 - 박성실 씨의 사차 산업혁명》 ... 이혜영 역
- 2020년 tvN 토일드라마 《스타트업》 ... 이혜원 선주생명 팀장 역 (특별출연)
- 2020년 MBC 금요드라마 《시네마틱드라마 SF8 - 일주일 만에 사랑할 순 없다》 ... 앵커 역
- 2020년 SBS 금토드라마 《앨리스》 ... 김인숙 역
- 2020년 플레이리스트 웹드라마 《트웬티트웬티》 ... 채윤정 역
- 2020년 KBS 수목드라마 《출사표》 ... 원소정 역
- 2020년 tvN 토일드라마 《사이코지만 괜찮아》 ... 강은자 역
- 2020년 tvN 토일드라마 《하이바이, 마마!》 ... 성미자 역
- 2019년 SBS 월화드라마 《VIP》 ... (특별출연)
- 2019년 tvN 토일드라마 《호텔 델루나》 ... 최서희 역
- 2019년 SBS 월화드라마 《초면에 사랑합니다》 ... 박 박사 역 (특별출연)
- 2018년 SBS 월화드라마 《사의 찬미》 ... 성악과 교수 역
- 2018년 MBC 수목미니시리즈 《시간》 ... 천수호의 엄마 역
- 2018년 MBC 주말특별기획 《신과의 약속》 ... 오선주 역
- 2018년 MBC 수목드라마 《이리와 안아줘》 ... 전유라 역
- 2018년 SBS 월화드라마 《기름진 멜로》 ... 간호사 역 (특별출연)
- 2018년 SBS 특집드라마 《EXIT》 ... 우재희 역
- 2017-2018년 SBS 드라마스페셜 《이판사판》 ... 문유선 역
- 2017년 SBS 드라마스페셜 《당신이 잠든 사이에》 ... 손우주 역
- 2017년 SBS 월화드라마 《조작》 ... 내부고발자 역 (특별출연)
- 2017년 MBC 수목미니시리즈 《죽어야 사는 남자》 ... 왕미란 역
- 2016년 SBS 드라마스페셜 《질투의 화신》 ... 금석호 역
- 2016년 tvN 10주년 특별기획 금토드라마 《굿 와이프》 ... 심은숙 역 (특별출연)
- 2015년 SBS 드라마스페셜 《용팔이》 ... 황현숙 간호사 역

### 뮤지컬
- 2024 《넥스트 투 노멀》 ... 다이애나 역 (광림아트센터 BBCH홀)
- 2023-2024 《더데빌:파우스트》 ... X-Black 역 (대학로 유니플렉스 1관)
- 2022-2023년 《브로드웨이 42번가》 ... 도로시 브록 역 (예술의전당 CJ토월극장)
- 2020년 《브로드웨이 42번가》 ... 도로시 브록 역 (샤롯데씨어터)
- 2018년 《브로드웨이 42번가》 ... 도로시 브록 역 (예술의전당 CJ토월극장)
- 2017년 이석준, 이건명, 배해선 데뷔 20주년 기념공연 《틱,틱...붐!》 ... 수잔 역 (대학로 티오엠 1관)
- 2017년 《브로드웨이 42번가》 ... 도로시 브록 역 (디큐브아트센터)
- 2016년 《모차르트!》 ... 난넬 모차르트 역 (세종문화회관 대극장)
- 2015년 《에릭사티》 ... 수잔 역 (동숭아트센터 동숭홀)
- 2014년 《모차르트!》 ... 난넬 모차르트 역 (세종문화회관 대극장)
- 2014년 《아가사》 ... 아가사 크리스티 역 (DCF대명문화공장 2관 라이프웨이홀)
- 2013년-2014년 《아가사》 ... 아가사 크리스티 역 (동국대학교 이해랑예술극장)
- 2013년 《에릭사티》 ... 수잔 역 (대학로예술극장 대극장)
- 2013년 국립레퍼토리 Season 《태화강》 ... 여울 역 (국립극장 해오름극장)
- 2013년 《포에틱》 Workshop ... 시인 역 (프로젝트박스 시야)
- 2012년-2013년 《내 사랑 내 곁에》 ... 윤주 역 (한전아트센터)
- 2012년 《엄마, The Memory Show》 ... 딸 역 (대학로 엘림홀)
- 2011년 《원더풀 라이프》 ... 메리 역 (경기도문화의전당 대공연장)
- 2011년 《원효》 ... 요석공주 역 (국립극장 해오름극장)
- 2011년 《어머니의 노래》 ... 젊은 시절 어머니 역 (아르코예술극장 대극장)
- 2010년 《모차르트!》 ... 난넬 모차르트 역 (세종문화회관 대극장)
- 2009년 《남한산성》 ... 매향 역 (성남아트센터 오페라하우스)
- 2009년 《시카고》 ... 록시 하트 역 (성남아트센터 오페라하우스)
- 2009년 《삼총사》 ... 밀라디 역 (충무아트홀 대극장)
- 2008년-2009년 《라스트 파이브 이어스》 ... 캐서린 역 (충무아트홀 소극장 블루)
- 2008년 《시카고》 ... 록시 하트 역 (국립극장 해오름극장)
- 2008년 《갬블러》 ... 쇼걸 역 (LG아트센터)
- 2008년 《19 그리고 80》 ... 낸시, 복사, 선샤인 역 (예술의전당 자유소극장)
- 2007년 《틱,틱...붐!》 ... 수잔 역 (아르코예술극장 대극장)
- 2007년 《시카고》 ... 록시 하트 역 (세종문화회관 대극장)
- 2007년 《댄싱 섀도우》 ... 신다 역 (예술의전당 오페라극장)
- 2006년-2007년 《에비타》 ... 에바 페론 역 (LG아트센터)
- 2006년 《까미유 끌로델》 ... 까미유 끌로델 역 (신시뮤지컬극장)
- 2005년-2006년 《아이다》 ... 암네리스 역 (LG아트센터)
- 2005년 《틱,틱...붐!》 ... 수잔 역 (신시뮤지컬극장)
- 2005년 《맘마미아!》(대구) ... 소피 역 (대구오페라하우스)
- 2004년 《크레이지 포 유》 ... 폴리 베이커 역 (세종문화회관 대극장)
- 2004년 《토요일 밤의 열기》 ... 스테파니 역 (예술의전당 오페라극장)
- 2004년 《맘마미아!》 ... 소피 역 (예술의전당 오페라극장)
- 2003년 《토요일 밤의 열기》 ... 아네트 역 (LG아트센터)
- 2003년 《토요일 밤의 열기》 ... 아네트 역 (리틀엔젤스예술회관)
- 2002년 《한 여름밤의 꿈》 ... 헬레나 역 (국립극장 해오름극장)
- 2002년 《처용》 ... 은실이 역 (울산문화예술회관 대공연장)
- 2002년 《더 리허설》 ... 김희연 역 (한전아츠풀센터)
- 2002년 《더 리허설》 ... 김희연 역 (메사팝콘홀)
- 2000년 《페임》 ... 세레나 역 (LG아트센터)
- 2000년 《지하철 1호선》 ... 선녀 역 (대학로 학전블루 소극장)
- 1999년 《페임》 ... 세레나 역 (호암아트홀)
- 1999년 《페임》 ... 세레나 역 (예술의전당 토월극장)
- 1998년 《의형제》 ... 간난 역 (대학로 학전그린 소극장)

### 연극
- 2016-2017년 《로미오와 줄리엣》 ... 유모 역 (국립극장 달오름극장)
- 2016년 《두 개의 방》 ... 엘렌 역 (예술의전당 자유소극장)
- 2016년 원로연극제 《그 여자 억척어멈》 ... 배수련 역 (아르코예술극장 소극장)
- 2016년 윤석화 연극 40주년 기념공연 《마스터 클래스》 ... 소프라노 소피 역 (LG아트센터)
- 2016년 《고제》 ... 여진 역 (대학로예술극장 소극장)
- 2015-2016년 《한밤중에 개에게 일어난 의문의 사건》 ... 시오반 역 (광림아트센터 BBCH홀)
- 2015년 《타바스코》 ... 리즈 역 (대학로예술극장 소극장)
- 2015년 《갈매기》 ... 아르까지나 역 (미아리예술극장)
- 2014-2015년 《멜로드라마》 ... 강서경 역 (예술의전당 자유소극장)
- 2014년 《나는 너다》 ... 김아려 역 (광림아트센터 BBCH홀)
- 2014년 《이바노프》 ... 바바끼나 역 (대학로예술극장 대극장)
- 2012년 《그을린 사랑》 ... 나왈 역 (명동예술극장)
- 2011년 《국화꽃향기》 ... 미주 역 (KT&G 상상아트홀)
- 2011년 《나는 너다》 ... 김아려 역 (예술의전당 토월극장)
- 2011년 《친정엄마》 ... 딸 역 (예술의전당 토월극장)
- 2011년 《친정엄마》 ... 딸 역 (세종문화회관 M씨어터)
- 2010년 《연애희곡》 ... 타니야마 마유미 역 (충무아트홀 소극장 블루)
- 2010년 《나는 너다》 ... 김아려 역 (국립극장 KB청소년하늘극장)
- 2009년 《피카소의 여인들》 ... 프랑소와즈 역 (예술의전당 토월극장)
- 2001년 《배장화, 배홍련》 ... 배장화 역 (대학로 문예회관 소극장)
- 2001년 《한 여름밤의 꿈》 ... 퍼크 역 (유시어터)
- 1998년 《수전노》 ... 마리안느 역 (대학로 문예회관 소극장)
- 1997년 《택시 드리벌》 ... 화이 역 (대학로 문예회관 대극장)
- 1997년 《홀스또메르》 ... 코러스 (호암아트홀)
- 1997년 《택시 드리벌》 ... 화이 역 언더스터디 (대학로 문예회관 소극장)
- 1995년 《바람과 함께 사라지다》 ... 스칼렛 오하라 역 언더스터디 (세종문화회관 대강당)

### 텔레비전 프로그램
- 2022년 SBS 《꼬리에 꼬리를 무는 그날 이야기》

## 수상 및 후보
| 연도 | 시상식                     | 부문                             | 작품          | 결과 |
| ---- | -------------------------- | -------------------------------- | ------------- | ---- |
| 2001 | 제7회 한국뮤지컬대상       | 여우신인상                       | 지하철 1호선  | 후보 |
| 2002 | 제8회 한국뮤지컬대상       | 여우신인상                       | 더 리허설     | 수상 |
| 2004 | 제10회 한국뮤지컬대상      | 여우주연상                       | 맘마미아!     | 후보 |
| 2005 | 제11회 한국뮤지컬대상      | 여우주연상                       | 아이다        | 수상 |
| 2006 | Pre_대구국제뮤지컬페스티벌 | 인기스타상                       | 빈칸          | 수상 |
| 2006 | 제12회 한국뮤지컬대상      | 여우주연상                       | 까미유 끌로델 | 후보 |
| 2007 | 제13회 한국뮤지컬대상      | 여우조연상                       | 댄싱 섀도우   | 후보 |
| 2008 | 제14회 한국뮤지컬대상      | 여우주연상                       | 시카고        | 후보 |
| 2009 | 제3회 대구뮤지컬어워즈     | 여우조연상                       | 삼총사        | 수상 |
| 2015 | SBS 연기대상               | 미니시리즈부문 여자 특별연기상   | 용팔이        | 후보 |
| 2016 | SBS 연기대상               | 로맨틱코미디부문 여자 특별연기상 | 질투의 화신   | 후보 |